# Path (soziales Netzwerk)
Path war ein soziales Netzwerk für mobile Geräte, in dem man Fotos und Nachrichten austauschen konnte.
Das Unternehmen begann mit einer iPhone-Applikation und einer Website und veröffentlichte später Versionen für Android und Windows Phone. Das Unternehmen konkurrierte mit anderen sozialen Netzwerken wie Instagram und PicPlz.

## Geschichte
Path wurde im November 2010 vom Napster-Entwickler Shawn Fanning sowie dem ehemaligen Facebook-Mitbetreiber Dave Morin gegründet. Dabei erhielt das Projekt eine finanzielle Unterstützung von prominenten Schauspielern und Programmierern wie bspw. Ashton Kutcher in Höhe von 2,5 Mio. Dollar.
2011 wurde das Projekt komplett erneuert und mit neuen Funktionen ausgestattet. So konnte es innerhalb eines Monats von ca. 30.000 auf 300.000 Benutzer anwachsen.
Im August 2013 ging Path Partnerschaften mit WordPress und vielen anderen Apps ein, um dort einen Like on Path-Button zu integrieren.
2015 wurde Path von dem südkoreanischen Unternehmen Daum Kakao übernommen.
Im September 2018 kündigt das Unternehmen sein endgültiges Ende zum 18. Oktober 2018 an. Seit 1. Oktober 2018 ist die App nicht mehr auf iTunes und im Google Play Store verfügbar, die Windows Phone Version wurde bereits vorher zurückgezogen.

## Funktionen
Die Hauptfunktion besteht in der Möglichkeit zum Teilen, Tauschen, Taggen und Kommentieren von Fotos. Zudem können, wie in sozialen Netzwerken üblich, Nachrichten ausgetauscht werden.
Ein Unterschied zu anderen Netzwerken war zu Beginn, dass die maximale Anzahl von Freunden auf 150 begrenzt ist. Das Unternehmen begründet das damit, dass die Kontakte ausgewählt und qualitativ hochwertig sein sollen. Damit soll sichergestellt werden, dass private Informationen ausschließlich mit ausgesuchten Kontakten geteilt werden können. Diese Einschränkung wurde jedoch später aufgehoben.

## Kritik
Im Februar 2012 geriet das Unternehmen in Kritik, weil es Adressbücher seiner Benutzer auf die Server übertrug. In einem Blogpost entschuldigte sich das Unternehmen dafür und teilte mit, dass sämtliche Daten gelöscht wurden.
Im Februar 2013 wurde das Unternehmen von der Federal Trade Commission zu einer Geldstrafe in Höhe von 800.000 $ verurteilt, weil es Daten von Minderjährigen speicherte. Außerdem wurden die Betreiber verpflichtet, die Datenschutzrichtlinien für die kommenden zwei Jahrzehnte alle zwei Jahre überprüfen zu lassen.
Darüber hinaus wurde den Betreibern von Path verboten, weiterhin den nicht benutzerfreundlichen Umgang mit privaten Daten zu verbergen. Erneut erklärten die Betreiber, dass sämtliche intimen Daten von den Servern gelöscht wurden.